# Харузина, Вера Николаевна
Вера Николаевна Харузина (17 сентября 1866, Москва — 17 мая 1931 или 15 мая 1931, Москва) — русский и советский учёный-этнограф, первая женщина, ставшая в 1907 году профессором этнографии.

## Биография
Вера Николаевна Харузина родилась в богатой купеческой семье. Окончила московскую классическую женскую гимназию С. Н. Фишер, частные уроки математики брала у Н. А. Шапошникова.

Как и её братья, выбрала занятием науку, а именно — этнографию. Как пишет М. М. Керимова: 
Жизнь и творчество Харузиных были тесно связаны с историей и культурой России и свидетельствовали об их глубоком интересе к русскому и другим славянским народам, а также к многочисленным нерусским народам и этническим группам, населявшим Российскую империю.
Особенным стимулом для В. Н. Харузиной стало посещение Антропологической выставки в Москве (1877), но из-за того, что девушек не принимали в высшие учебные заведения, науку она начала изучать при поддержке братьев, а затем была слушателем курсов лекций по истории, этнографии и археологии в учебных заведениях Германии (1882), Франции (1892), Австрии (1901).

Большой личной трагедией для учёного стала смерть братьев М. Н. Харузина и, особенно, Н. Н. Харузина: 
Вера гордилась своим братом, его необыкновенной энергией, глубочайшими знаниями и преданностью избранной науке. Трудоемкая работа по редактированию объемного труда Н. Н. Харузина очень много дала самой Вере, которая в начале XX в. тоже будет читать лекции по этнографии в Московских институтах.
С 1907 года читала лекции на Женских высших курсах, С 1911 — в Московском археологическом институте, а с 1927 — в Московском университете.
Тяжёлым испытанием стал для неё арест в 1927 году брата, А. Н. Харузина, — и только любовь к науке помогла ей продолжить работу по изучению этнографии.
Вера Николаевна скончалась 17 мая 1931 года, была похоронена в Москве на Дорогомиловском кладбище, при ликвидации которого останки были перенесены на Новодевичье кладбище.

## Семья
Братья — М. Н. Харузин (1860—1888), А. Н. Харузин (1864—1932) и Н. Н. Харузин (1865—1900), все они посвятили свою научную деятельность изучению быта, материальным и духовным обычаям народов мира.